# St. Martin (Tiefenpölz)

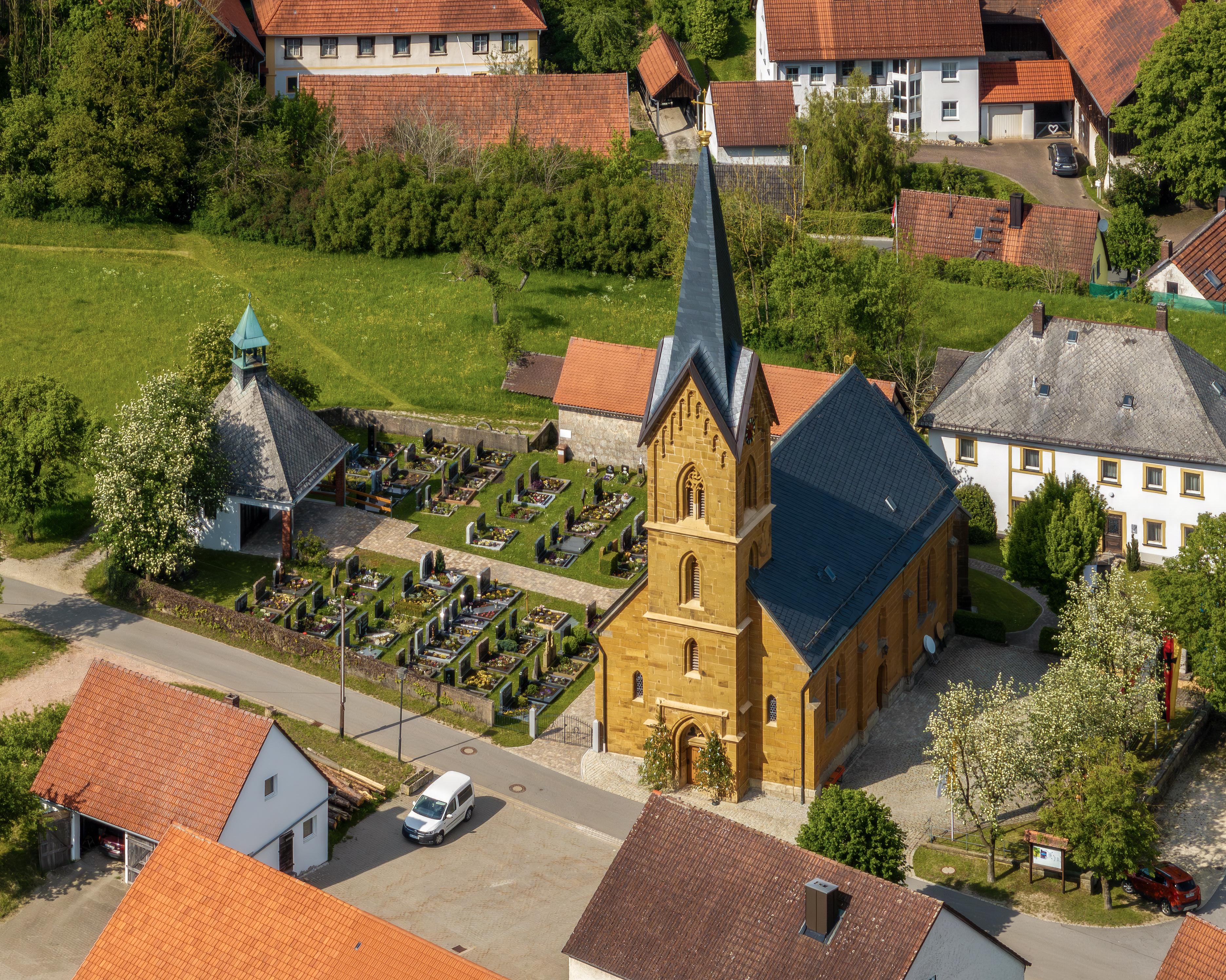
St. Martin (Tiefenpölz)

Die römisch-katholische Pfarrkirche St. Martin steht in Tiefenpölz, einem Gemeindeteil des Marktes Heiligenstadt in Oberfranken im oberfränkischen Landkreis Bamberg in Bayern. Der  Chor des denkmalgeschützten Gotteshauses entstand teilweise im 15. Jahrhundert. Die Kirche gehört zum Seelsorgebereich Jura-Aisch im Dekanat Forchheim des Erzbistums Bamberg.

## Beschreibung
Der eingezogene, dreiseitig geschlossene, von Strebepfeilern gestützte Chor der neugotischen Saalkirche aus Quadermauerwerk stammt im Kern aus dem 15., die unteren Geschosse des viergeschossigen Kirchturms im Westen aus dem 16. Jahrhundert. Das Langhaus wurde 1870 erneuert und mit Emporen ausgestattet. Das oberste Geschoss, das die Turmuhr und den Glockenstuhl beherbergt und den vierseitigen, schiefergedeckten, spitzen Helm erhielt der Kirchturm 1834. Ein Teil der Kirchenausstattung wurde vom Vorgängerbau übernommen, wie das Marienbildnis aus dem 16. Jahrhundert, das Taufbecken aus dem 17. Jahrhundert die von Friedrich Theiler geschaffenen Statuen der heiligen Sebastian und Wendelin und der 1725 gebaute Hochaltar im Innenraum des mit einem Kreuzrippengewölbe überspannten Chors mit der Darstellung des heiligen Martin auf dem Altarretabel. Die Orgel mit 14 Registern, 2 Manualen und einem Pedal wurde 1911 von G. F. Steinmeyer & Co. gebaut.